# Jonas Gustaf af Callerholm
Jonas Gustaf af Callerholm, född den 25 april 1772 i Kristianstad, död den 24 september 1831 i Malmö, var en svensk militär. Han var son till Nils Callerholm och farfar till Theodor af Callerholm.
Callerholm blev student vid Lunds universitet 1783. Han blev fänrik vid konungens eget värvade regemente 1788, löjtnant vid Tornérhielmska lätta infanteribataljonen 1789, löjtnant vid förstnämnda regemente 1791, stabskapten 1795, kapten med kompani 1802, brigadadjutant vid skånska lantvärnet 1808, major i armén 1809, befälhavare för skånska lantvärnets brigad samma år, kommendant i Malmö 1811, major på stat vid ovannämnda regemente 1815 och överstelöjtnant i armén 1818. Callerholm adlades af Callerholm 1819 enligt 37 § i regeringsformen (introducerad 1820 under nummer 2278). Han blev förste major vid förstnämnda regemente 1821 och överste i armén 1826. af Callerholm beviljades avsked med tillstånd att kvarstå som överste i armén 1829. Han blev riddare av Svärdsorden 1815.